# Jaffna
Jaffna (tamil: யாழ்ப்பாணம், Yaalpaanam, ”Harpspelarens stad”; singalesiska: යාපනය, Yapanaya) är en stad i norra Sri Lanka. Den var länge landets näst största stad (efter Colombo), men många invånare har flytt från staden under det inbördeskrig som har pågått sedan 1983. Jaffna är administrativ huvudort för Nordprovinsen samt ett distrikt med samma namn som staden. Befolkningen låg på 78 781 invånare år 2007.
Jaffna är huvudstaden för tamilerna i Sri Lanka, och den fungerade under en tid i praktiken som huvudstad för den tamilska stat som gerillarörelsen LTTE byggde upp i landets norra och östra delar. Sedan 2002 råder en osäker vapenvila, och 27 000 man stark regeringstrupp kontrollerar Jaffnahalvön, där staden Jaffna är belägen.
Jaffna var tidigare en viktig universitetsstad, och i staden fanns ett stort bibliotek. Biblioteket brändes ned av polis vid månadsskiftet maj-juni 1981, och det var en av de viktigaste händelserna i den våldsspiral som 1983 ledde till ett fullskaligt nbördeskrig mellan tamilska separatister och den lankesiska regeringen. Jaffna har ett stort strategiskt och symboliskt värde i konflikten mellan tamilska separatister och den singalesiska lankesiska regeringen. Det har också inneburit att staden har drabbats hårt av häftiga strider under inbördeskriget. 1995 intog den lankesiska regeringsarmén staden och håller den sedan dess. 
Enligt folkräkningen 1971 fanns i Jaffna 20 514 singalesiska invånare. Dessa hade reducerats till noll i oktober 1987. LTTE, som ofta har svarat på regeringsstyrkornas attacker mot civila tamiler med mord på civila singaleser, har anklagats för etnisk rensning, riktad mot både singaleser och muslimer. Lankesiska muslimer hävdar att deras grupp varit bosatt i Jaffna sedan 1 000 år. LTTE utfärdade 1992 en proklamation med innehåll att alla muslimer som inte lämnade området inom 24 timmar stannade på "egen risk".

## Historia
Jaffna befann sig 993–1070 under kontroll av Cholariket. Under 1200-talet grundades kejsardömet Jaffna, som styrdes av en arisk kejsare. Den förste kejsaren var Arya Chakravarti, en tidigare militärbefälhavare från Pandyariket i Indien. 
Amerikanska missionärer grundade 1819 Jaffna College.

## Klimat
|                                            | Jan  | Feb  | Mar  | Apr  | Maj  | Jun  | Jul  | Aug  | Sep  | Okt   | Nov   | Dec   |
| ------------------------------------------ | ---- | ---- | ---- | ---- | ---- | ---- | ---- | ---- | ---- | ----- | ----- | ----- |
| Normaldygnets maximitemperaturs medelvärde | 28,5 | 29,9 | 31,8 | 33,4 | 33,3 | 32,7 | 32,6 | 32,4 | 32,1 | 30,8  | 29,3  | 28,3  |
| Normaldygnets minimitemperaturs medelvärde | 23,0 | 22,6 | 23,4 | 25,6 | 26,9 | 26,9 | 26,2 | 25,9 | 25,7 | 24,7  | 23,9  | 23,6  |
|                                            |      |      |      |      |      |      |      |      |      |       |       |       |
| Nederbörd                                  | 69,6 | 32,7 | 19,1 | 43,4 | 46,3 | 23,2 | 40,5 | 47,8 | 75,4 | 249,8 | 356,1 | 294,5 |

| Diagram | temperaturer i °C • månadsnederbörd i mm • Källa: WMO | temperaturer i °C • månadsnederbörd i mm • Källa: WMO | temperaturer i °C • månadsnederbörd i mm • Källa: WMO | temperaturer i °C • månadsnederbörd i mm • Källa: WMO | temperaturer i °C • månadsnederbörd i mm • Källa: WMO | temperaturer i °C • månadsnederbörd i mm • Källa: WMO | temperaturer i °C • månadsnederbörd i mm • Källa: WMO | temperaturer i °C • månadsnederbörd i mm • Källa: WMO | temperaturer i °C • månadsnederbörd i mm • Källa: WMO | temperaturer i °C • månadsnederbörd i mm • Källa: WMO | temperaturer i °C • månadsnederbörd i mm • Källa: WMO | temperaturer i °C • månadsnederbörd i mm • Källa: WMO |
|         | 70 29 23                                              | 33 30 23                                              | 19 32 23                                              | 43 33 26                                              | 46 33 27                                              | 23 33 27                                              | 41 33 26                                              | 48 32 26                                              | 75 32 26                                              | 250 31 25                                             | 356 29 24                                             | 295 28 24                                             |